# آق‌کول (آتیراو)
آق‌کول (قزاقی: Aқkөl) یک منطقه مسکونی در قزاقستان است که در استان آتیرائو واقع شده‌است.